# Обуховський Микола Миколайович
Мико́ла Микола́йович Обухо́вський (10 жовтня 1986 — 11 вересня 2019) — прапорщик Збройних сил України, учасник російсько-української війни.

## Життєпис
Народився 1986 року в селі Велика Мечетня (Кривоозерський район, Миколаївська область).
В українському війську — з 2015 року; прапорщик, технік-приборист відділення повітрянодесантної техніки повітрянодесантної служби 1-ї бригади. Пройшов бої за Дебальцеве. У вересні 2015-го брав участь в міжнародних військових навчаннях «Sea Breeze». Захоплювався рукопашним боєм та парашутним спортом.
11 вересня 2019-го загинув перед опівніччю поблизу села Павлопіль в часі ворожого обстрілу зі стрілецької зброї та великокаліберних кулеметів, яким терористи прикривали роботу свого снайпера. Внаслідок обстрілу двоє морських піхотинців зазнали кульових поранень, вони померли під час медичної евакуації — Олександр Лінчевський та прапорщик Микола Обуховський — намагався витягти з-під обстрілу Олександра.
Після прощання у Маріуполі 14 вересня 2019 року похований в селі Луч (Вітовський район).
Без Миколи лишились мама, сестра, дружина та донька 2017 р.н.

## Нагороди та вшанування
- Указом Президента України № 804/2019 від 5 листопада 2019 року за «особисту мужність і самовідданість, виявлені під час бойових дій, зразкове виконання військового обов'язку» нагороджений орденом «За мужність» III ступеня (посмертно)[3].